# Muhyiddin Abdal
Muhyıddın Abdal war ein türkischer Hurufi-Dichter.

## Leben und Werk
Muhyıddın Abdals Name findet sich in Quellen aus dem 16. Jahrhundert. Er erwähnt Sufis wie Hacı Bektaş-ı Veli, Otman Baba und Balım Sultan. Es heißt, dass er an der bulgarischen Grenze zwischen Edirne und Kırklareli lebte. Hier befindet sich auch das „Muhyiddin-Baba-Grab“. Nach dem türkischen Musikgelehrten Şükrü Elçin (1912–2008) ist Muhyiddin Abdals Sterbedatum das Jahr 1529. Er gilt als einer der großen Bektaschis. Er sammelte seine im Hurufi-Stil verfassten Gedichte in einem kleinen Diwan.
Muhyiddin Abdals İnsan İnsan (Mensch, Mensch) wurde von dem türkischen Komponisten Fazıl Say als Lied vertont und ist im Album İlk Şarkılar (Erste Lieder) enthalten, das von der türkischen Sängerin Serenad Bağcan zusammen mit dem Komponisten am Klavier eingespielt wurde (2013).
Der türkische Akademiker Bayram Durbilmez hat sich in jüngerer Zeit in verschiedenen Arbeiten der Erforschung seines Lebens gewidmet.